# Dolní Poříčí (Křetín)
Dolní Poříčí je malá vesnice, část obce Křetín v okrese Blansko. Nachází se asi 1,5 km na severovýchod od Křetína. Je zde evidováno 17 adres. Trvale zde žije 39 obyvatel.
Dolní Poříčí leží v katastrálním území Dolní Poříčí nad Křetínkou o rozloze 1,35 km2.

## Galerie

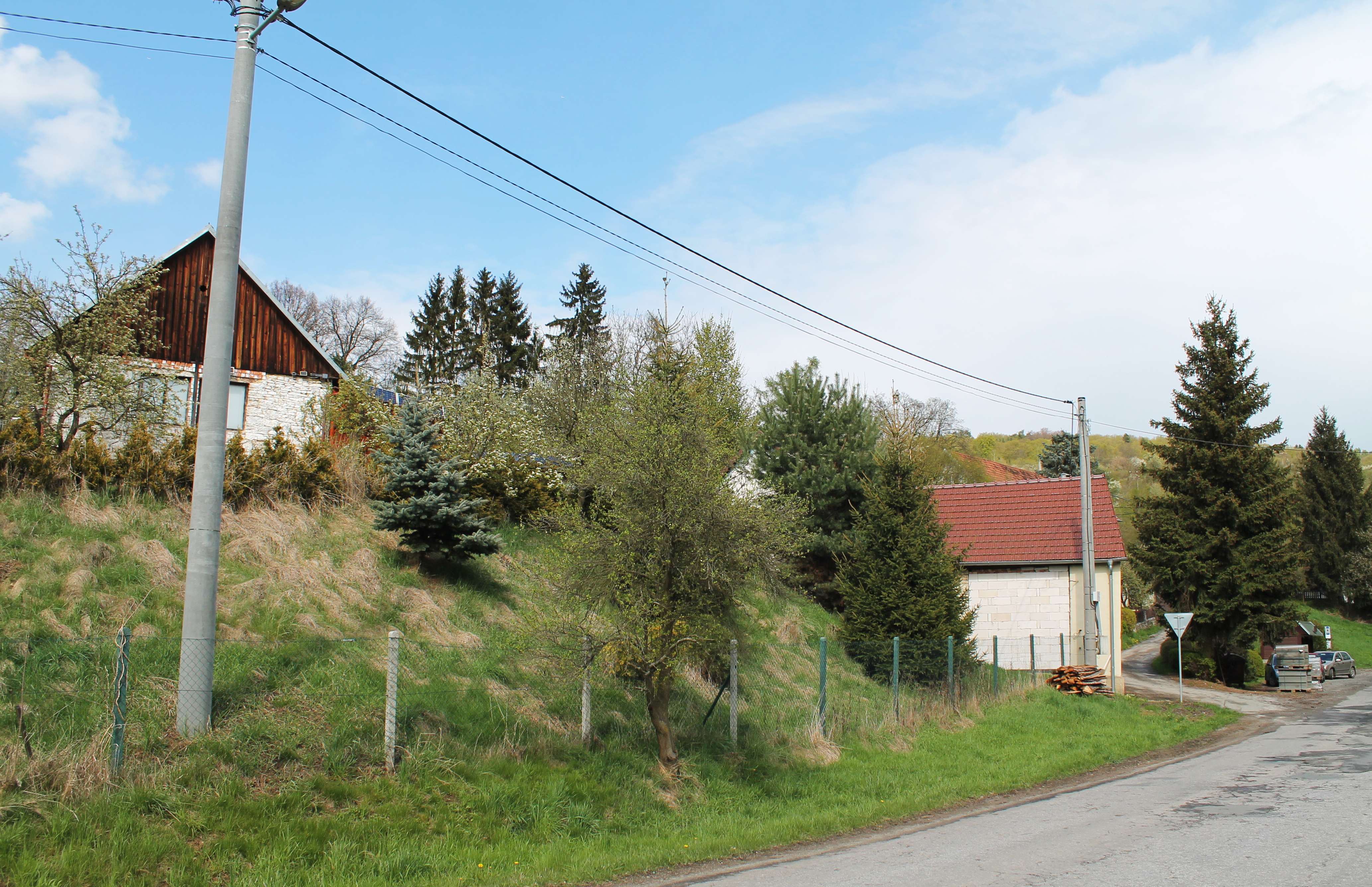
Zástavba Dolního Poříčí
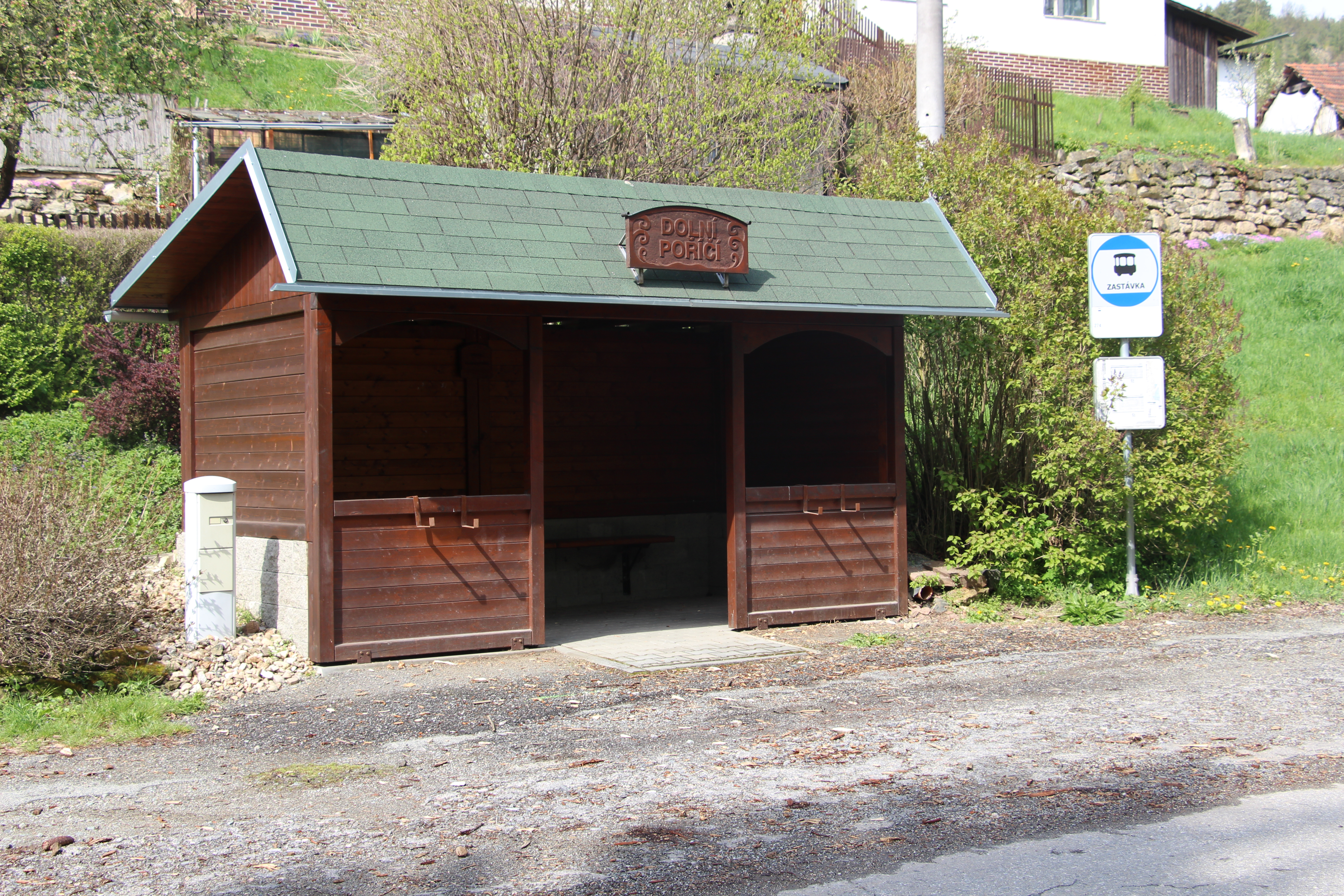
Autobusová zastávka
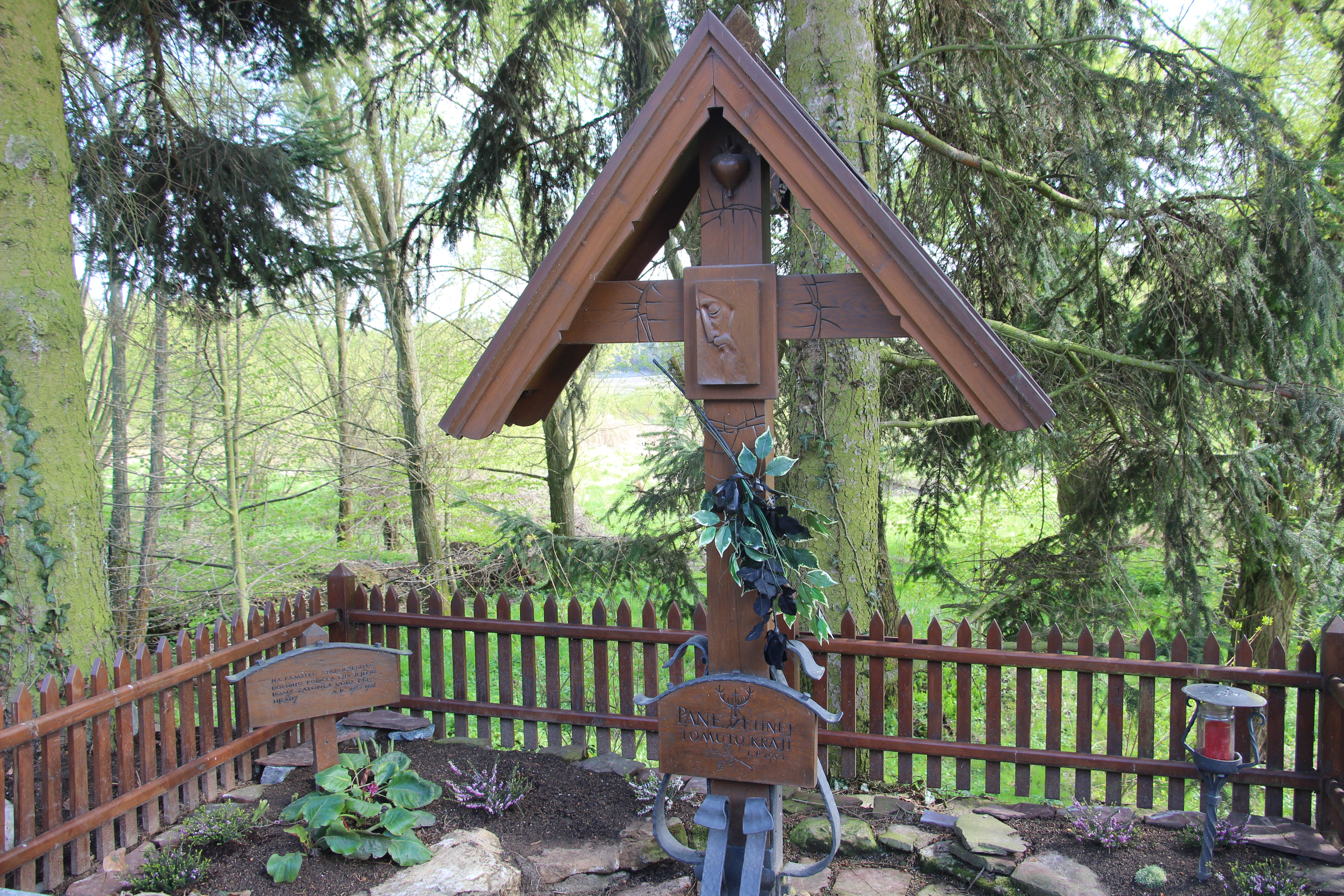
Památník starousedlíků